# 你也可以是天使
《你也可以是天使》，新加坡新傳媒私人有限公司時裝電視劇，由鄭惠玉、王禄江、向雲、林慧玲、黃俊雄、徐彬、沈惠怡及冯伟衷領銜主演，監製為王尤紅。此劇由新加坡衛生部的Care To Go Beyond護理及綜合醫療專業運動所贊助。

## 播出时间

### 首播
| 頻道                   | 所在地   | 播放日期       | 時間                   |
| ---------------------- | -------- | -------------- | ---------------------- |
| 新傳媒8頻道            | 新加坡   | 2015年1月5日   | 星期一至五 21:00-22:00 |
| Astro双星 Astro双星HD  | 马来西亚 | 2015年1月15日  | 星期日至四 17:00-18:00 |
| Astro AEC Astro AEC HD | 马来西亚 | 2015年8月18日  | 星期一至五 20:30-21:30 |
| 八度空间               | 马来西亚 | 2015年11月26日 | 星期一至五 17:00-18:00 |

### 重播
| 頻道                   | 所在地   | 播放日期      | 時間                            |
| ---------------------- | -------- | ------------- | ------------------------------- |
| 新傳媒8頻道            | 新加坡   | 2015年1月6日  | 星期一至五 08:00-09:00          |
| Astro双星 Astro双星HD  | 马来西亚 | 2015年1月15日 | 星期日至四 21:00-22:00          |
| Astro双星 Astro双星HD  | 马来西亚 | 2015年1月15日 | 星期一至五 00:00-01:00          |
| Astro双星 Astro双星HD  | 马来西亚 | 2015年1月16日 | 星期五 14:00-18:00 （连播五集） |
| Astro双星 Astro双星HD  | 马来西亚 | 2015年1月17日 | 星期六 06:00-10:00 （连播五集） |
| Astro双星 Astro双星HD  | 马来西亚 | 2015年1月18日 | 星期日至四 07:00-08:00          |
| Astro双星 Astro双星HD  | 马来西亚 | 2015年1月18日 | 星期日至四 13:00-14:00          |
| Astro AEC Astro AEC HD | 马来西亚 | 2015年8月18日 | 星期一至五 23:00-24:00          |

## 演員陣容

### 主要角色
| 演员   | 角色           | 介绍 |
| 鄭惠玉 | 王若君         | 护士长，离婚人士，王若恩的妹妹 智慧冷静、充满爱心、通情达理，却稍有洁癖，追求完美。婚姻失败，与丈夫黄毅强和平离婚。毅强过后想要追回若君，但她依然心如止水。即使当天心情不好，她也依然在病人的面前微笑着。一次毅强潜入若君家帮她做家务，却不小心滑倒，而造成左腦中風。她不计前嫌，负起照顾生活无法自理、瘫痪在床的前夫，并原谅了他。她有个“蓝颜知己”谢耀宗，两人无所不谈。 口頭禪：應該不難吧。           |
| 向雲   | 王若恩         | 护士长，单身，王若君的姐姐 善良，富同情心，但性格稍嫌冲动刚烈，疾恶如仇，不顾后果。和若君姐妹情深，感情很好，原本在社区医院（仁慈）工作，后来因和一名无理的病人家属起争执，一怒之下离职。她过后转行成为产业经纪，收入虽然是提高了，可是却没有满足感，最后还是回到护士的行列，加入“居家护理”的队伍。她在当护士时曾与一位卖面的老板起了争执，到最后俩人在一起。                                            |
| 林慧玲 | 关馨霓         | APN护士，专业老年科 外冷内热，不说废话，讲话一针见血，与谢耀宗是对欢喜冤家。闲假时候都会去帮助遭受性侵或非礼的女性。原来表面阳光的她，在少女时期曾经惨遭非礼，所以一直对男人留有阴影，不敢太靠近。误会谢耀宗是当年非礼她好朋友的男人，以至惹出许多笑话。过后真凶真的出现，可是已陷入昏迷等待自己救治，让她陷入天人交战、内心挣扎不已。最后被谢耀宗的真情感动，发展出一段恋情，并在日子的未来里有了孩子。 |
| 王禄江 | 谢耀宗 （XYZ） | 护士长，单身，孤儿出身 为人孤寒，对钱财斤斤计较，却敢做敢当，讲话尖酸刻薄，属于刀子口豆腐心。遇事乐观，才华横溢，行事不按常理，让人又爱又恨。有个谈论婚嫁的女友，却因为被误会成是当年非礼他女友的男人，在结婚当天悔婚，让他成为人们的笑柄，可是他也不以为意，乐观地继续寻觅另一段感情。与王若君无所不谈，互相调侃，与关馨霓是对欢喜冤家。最后与关馨霓发展出一段恋情，俩人在日子的未来里有了孩子。        |
| 黃俊雄 | 傅家梓         | 男护士，家任的哥哥 热于助人，智慧型男人。原本是开朗乐观，后因好友车祸死，变得沉稳、内敛，尤其面对感情。与好友出国旅游，没想到在山区发生车祸。由于救援迟迟不到，自己又缺乏医药急救知识，只能眼睁睁看着好友伤重死去。回国后，他决定成为一名护士，却遭家人和女友的反对，女友后来离他而去。最后和另一名新近护士刘佑乐，并在未来的日子里与她发展出另一段刻苦民心的感情。                                      |
| 沈琳宸 | 刘佑乐         | 新進护士 性格善良、勤劳刻苦、很有主见，认定对的事情就勇往直前。有个刻薄的哥哥和大嫂，却选择以德报怨。曾经遭遇歹徒袭击，差点就命丧黄泉，辛亏遇到王若君，被她所救，过后被若君完美的护士形象影响，一心想成为护士。对工作太过投入，太过关心病人，以至无法接受病人去世的事实，不敢清洗遗体，不过最终她还是克服了这个心理障碍。傅家梓朝夕相处，展出一段感情。                                                  |
| 徐彬   | 傅家任         | 家梓的弟弟，品学兼优 聪明、爽朗，时下一般的典型年轻人，有点理想化。他服完兵役后，不接受大公司和大机构的邀请，继续深造，反而想要放任一年，寻找人生的理想工作。在某一天遇见了林佑乐，并开始对她有感情，但后被拒绝。在一次的海边意外下，他最后选择成为一名专业护士。 |
| 馮偉衷 | 李龙华         | 家任的好友，ITE毕业生 古灵精怪，却有情有义，孝顺。家境贫寒，和阿嫲相依为命，为了减轻阿嫲的负担，不惜深夜帮阿嫲捡破烂。龙华在ITE就读护理科，可是毕业后为了更高的收入，跑去当DJ和手机店工作。他最后在耀宗的影响下，成为一名护士。 |

### 其他角色
| 演员   | 角色   | 介绍                                                                                            |
| 朱秀凤 | 蔡美英 | 王若君、王若恩之母亲，丈夫已过世 非常关心她的两位女儿。                                         |
| 鄭各評 | 黄毅强 | 律师，王若君之丈夫 能言善道，风流潇洒、感情丰富，曾与别的女人发生过一夜情，但最爱的还是王若君。 |
| 林梅娇 | 周好韵 | 家庭主妇，傅家梓、傅家任之母亲 典型家庭主妇、妈妈，鬼马风趣，爱子心切之下，什么都做得出。       |
| 黄家强 | 傅先生 | 傅家梓、傅家任之父亲，周好韵之丈夫 支持儿子当护士。有一天，他突然跌了一跤，导致脑死。           |

### 客串
| 演员   | 角色   | 介绍                           |
| 陈慧慧 | 高太太 | 高天翔之母。                   |
| 陈忠华 | 高先生 | 高天翔之父。                   |
| 张值豪 | 高天翔 | 因脑瘤而丧命。                 |
| 张鈞淯 | Ken    | 戴希雯之哥哥。一场意外中丧命。 |
| 胡佳琪 | 戴希雯 | 傅家梓之前女友，Ken之妹妹。    |
| 陈 宁  | 芳 芳  | 谢耀宗之前女友。               |

## 奖项
向云在亚洲电视大奖2015中，入围最佳女配角奖项。此剧在红星大奖2016入围两项专业技术奖及两项网络投选奖。
| 奖项                                          | 奖项                                         | 奖项   | 奖项 |
| 颁奖典礼                                      | 奖项                                         | 入围者 | 结果 |
| --------------------------------------------- | -------------------------------------------- | ------ | ---- |
| 亚洲电视大奖2015 Asian Television Awards 2015 | 最佳女配角 Best Actress In A Supporting Role | 向云   | 提名 |
| 红星大奖2016之幕后英雄颁奖礼                  | 最佳剧本                                     | 刘清盆 | 提名 |
| 红星大奖2016之幕后英雄颁奖礼                  | 最佳戏剧布景设计                             | 黄立成 | 提名 |
| 红星大奖2016庆功宴                            | 最喜爱男角色                                 | 徐彬   | 獲獎 |
| 红星大奖2016庆功宴                            | London Choco Roll 最佳开心果奖               | 徐彬   | 提名 |

## 電視節目的變遷
| 新加坡 新傳媒8頻道 星期一至五 21:00 - 22:00                                                | 新加坡 新傳媒8頻道 星期一至五 21:00 - 22:00    | 新加坡 新傳媒8頻道 星期一至五 21:00 - 22:00                                       |
| ------------------------------------------------------------------------------------------ | ---------------------------------------------- | --------------------------------------------------------------------------------- |
|                                                                                            | 你也可以是天使 （2015.01.05- 2015.01.30）      |                                                                                   |
| 信約：動盪的年代 （2014.11.24- 2015.01.02）                                                | 百歲大吉 （2015.02.02- 2015.03.04）            |                                                                                   |
| 马来西亚 Astro双星、Astro双星HD 星期日至四 17:00 - 18:00                                   |                                                |                                                                                   |
| 信約：動盪的年代 （2014.12.04- 2015.01.14）                                                | 你也可以是天使 （2015.01.15- 2015.02.11）      | 百歲大吉 （2015.02.12- 2015.03.11）                                               |
| 马来西亚 八度空间 星期一至五 17:00 - 18:00                                                 |                                                |                                                                                   |
| 好医生 （2015.10.16- 2015.11.25）                                                          | 你也可以是天使 （2015.11.26- 2015.12.23）      | 家人之间为何这样 （2015.12.24 - 2016.04.05）                                      |
| 中国三台 星期一至五 19:00 - 20:00                                                          |                                                |                                                                                   |
| 钱来运转（重播） （2023.04.11 - 2023.05.08)                                                | 你也可以是天使 （2023.05.09 - 2023.06.05)      | 回家（重播） （2023.06.06 - 2023.07.03)你也可以是天使2 （2023.07.05 - 2023.07.31) |
| 中国大陆 中国三台 星期六~日 08:00 - 09:00 (重番)                                           |                                                |                                                                                   |
| 百岁大吉 (重番) （2023年4月22日-2023年6月25日）团圆饭 (重番) （2023年7月1日-2023年9月3日） | 你也可以是天使 （2023年9月9日-2023年11月12日） | 长辈甜心 (重番) （2023年11月18日-2024年1月24日）                                  |
| 星期一至五 07:00 - 07:30 (重番)                                                            |                                                |                                                                                   |
| 欢喜大世界1/2 (重番) （2024年12月2日-2025年2月14日）                                       | 你也可以是天使 （2025年2月17日-2025年4月11日） | EU超時任務 (重番) （2025年4月14日-2025年6月12日）                                 |